# Cesancey
Cesancey é uma comuna francesa na região administrativa de Borgonha-Franco-Condado, no departamento de Jura. Estende-se por uma área de 5,12 km². Em 2010 a comuna tinha 401 habitantes (densidade: 78,3 hab./km²).